# Dorodango

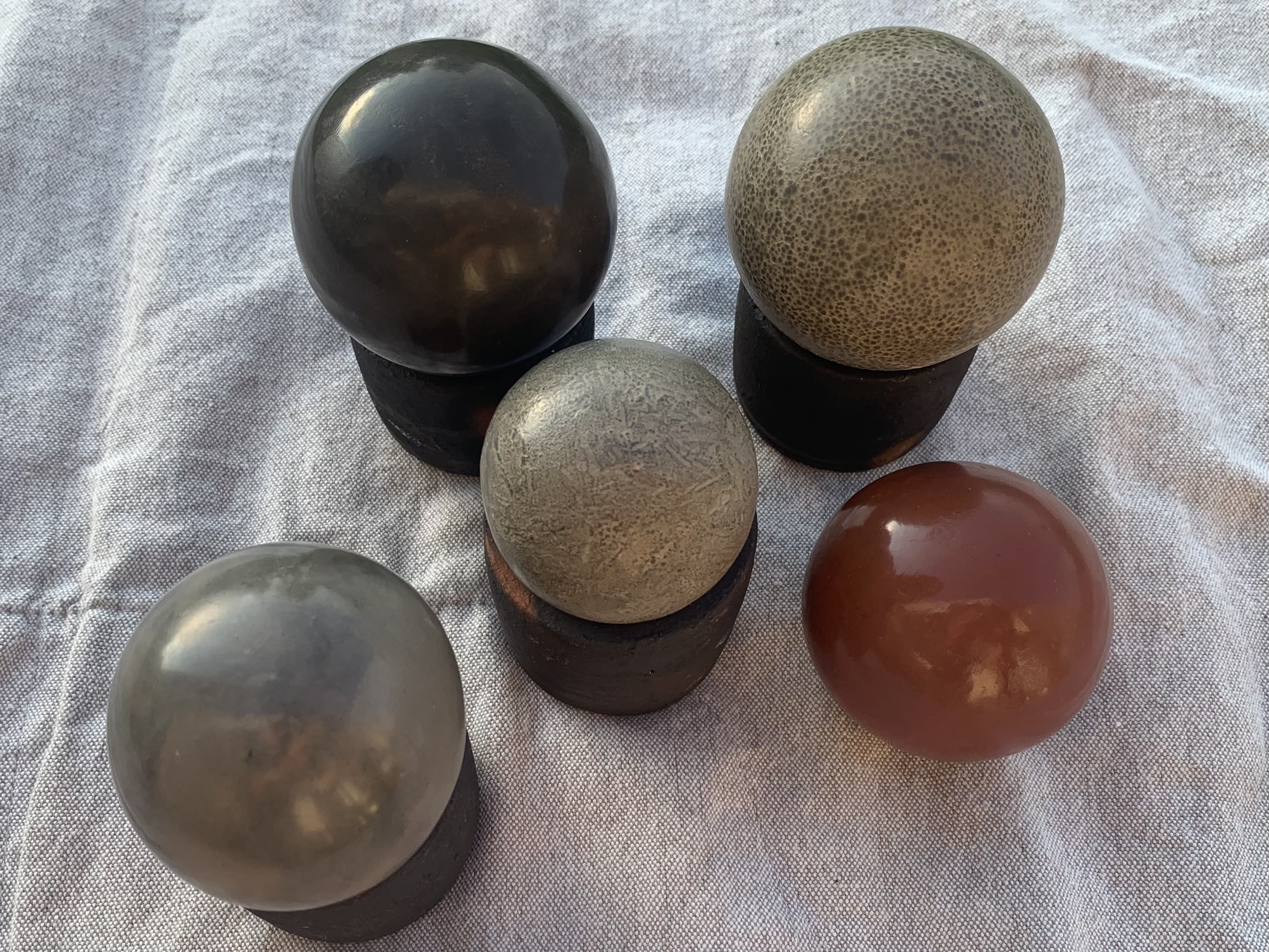
En samling dorodangos gjorda av olika sorters lera och med olika tekniker

Dorodango (japanska för dumpling av lera) är en japansk konstform där man, med händerna, formar en skinande sfär med hjälp av vatten och jord.